# Agrate Brianza
Agrate Brianza – miejscowość i gmina we Włoszech, w regionie Lombardia, w prowincji Monza i Brianza.
Według danych na rok 2004 gminę zamieszkiwało 12 895 osób, 1172,3 os./km².

## Miasta partnerskie
- Česká Třebová